# Podudzie (Litwa)
Podudzie – dawny folwark i koszarka kolejowa na Litwie, w okręgu uciańskim, w rejonie ignalińskim, w starostwie Kozaczyzna.

## Historia
W dwudziestoleciu międzywojennym folwark leżał w Polsce, w województwie nowogródzkim (od 1926 w województwie wileńskim), w powiecie brasławskim (od 1926 w powiecie święciańskim), w gminie Dukszty.
Według Powszechnego Spisu Ludności z 1921 roku zamieszkiwało folwark 22 osoby, wszystkie były wyznania rzymskokatolickiego. Jednocześnie 11 mieszkańców zadeklarowało polską przynależność narodową, 1 białoruską a 10 litewską. Były tu 3 budynki mieszkalne. 
Wykaz z 1938 podaje, że w folwarku zamieszkiwało tu 13 osób w 1 budynku a koszarkę kolejową 18 osób w dwóch budynkach.
Miejscowość należała do parafii rzymskokatolickiej w Duksztach. Podlegała pod Sąd Grodzki w Święcianach i Okręgowy w Wilnie; właściwy urząd pocztowy mieścił się w m. Duksztach.